# اوان بانگ
اوان بانگ (انگلیسی: Ewan Bange؛ زادهٔ ۱۵ دسامبر ۲۰۰۱) بازیکن فوتبال است.
از باشگاه‌هایی که در آن بازی کرده‌است می‌توان به باشگاه فوتبال بلکپول اشاره کرد.